# Broyebezirk
Der Broyebezirk (französisch District de la Broye, Freiburger Patois le dichtri de la Brouyeⓘ) ist einer der sieben Bezirke des Kantons Freiburg in der Schweiz. Der Bezirk wurde durch die kantonale Verfassung, die sich der Kanton Freiburg am 19. März 1848 gegeben hat, gegründet.

## Geografie
Der Broyebezirk ist eine stark zersplitterte Region, die in der waadtländischen Broye eingebettet ist. Er besteht aus einem dem Saanebezirk angegliederten Zipfel und aus drei Exklaven in der Waadt: Estavayer-le-Lac, Surpierre und Vuissens. Tours, eine vierte, sehr kleine Exklave, zur Gemeinde Montagny gehörend, kommt noch hinzu.
- Höchste Erhebung: Vuissens mit 815 Metern über Meer
- Tiefster Punkt: 430 Meter über Meer bei Estavayer-le-Lac am Neuenburgersee

## Bevölkerung

### Sprachen
Französisch ist die Hauptsprache in der Broye.
| Sprache     | Anteil (1990) | Anteil (2000) |
| ----------- | ------------- | ------------- |
| Französisch | 85,8 %        | 87,8 %        |
| Deutsch     | 06,5 %        | 06,3 %        |
| Italienisch | 01,2 %        | 00,8 %        |
| übrige      | 06,5 %        | 05,1 %        |

Eine sehr kleine Minderheit spricht noch das Patois broyard (broyao). Statistiken der Volkszählung aus dem Jahre 1990 geben 169 Personen an. 

### Religionen – Konfessionen
| Konfession                  | Anteil (1990) | Anteil (2000) |
| --------------------------- | ------------- | ------------- |
| Römisch-katholisch          | 80,1 %        | 69,7 %        |
| Protestantisch              | 13,7 %        | 15,3 %        |
| übrige oder ohne Konfession | 06,2 %        | 15,0 %        |

## Regierung
Estavayer-le-Lac ist Hauptort und Verwaltungssitz des Bezirkes. Im Château de Chenaux befindet sich das Oberamt, das für die Erteilung von Bewilligungen (Bau, Jagd, Fischerei, Veranstaltungen usw.) zuständig ist.

## Wirtschaft
Der Dienstleistungssektor beschäftigt mit einem Anteil von mehr als 40 % die meisten Arbeitnehmer. Mit je ca. 30 % teilen sich die Landwirtschaft und die Industrie (insbesondere Baugewerbe, Tabak, Elektrotechnik und Elektronik) den Rest.

## Geschichte
Ein Einbaum aus der Mittleren Steinzeit (ca. 6200 v. Chr.), gefunden in Estavayer-le-Lac, bezeugt die frühe Besiedlung des Gebietes. Zahlreiche Funde aus der Jungsteinzeit in Portalban lassen den Schluss zu, dass der Mensch in der Region rasch sesshaft wurde.
Aus der Bronze- und Steinzeit wurden in Cheyres, Font, Estavayer-le-Lac, Autavaux, Gletterens und Portalban Fabrikationszentren für Schmuckgegenstände, Waffen (Äxte, Schwerter), Weberei und Töpferei gefunden.
Keltische und römische Funde sind ebenfalls zahlreich. Der Flurname Broye ist keltisch: Broye = brogia (Landwasser).
Ab 500 nach Chr. ist die Christianisierung im ganzen Gebiet nachweisbar. Zu den ersten Kirchen gehören zum Beispiel Domdidier, Dompierre-le-Grand, Dompierre-le-Petit und Tours.
Die Lehnsherrschaft breitete sich ab dem Jahr 1000 aus. Es ist der Beginn der Burgenbauten. Mehrere Schlösser und Ruinen zeugen von dieser Zeit. Nach den Burgunderkriegen nahm der Einfluss Freiburgs zu. Im Jahre 1536 zerfiel die Broye in mehrere Stücke. Durch die Reformation bildeten sich katholische Exklaven inmitten der waadtländischen Broye.
Ab dem 16. Jahrhundert wurde das politische Geschehen von einigen sehr mächtigen Familien geleitet (Patriziat). Diese Macht zerfiel durch die französische Invasion Anfang 19. Jahrhundert.
Nach dem Sonderbundskrieg (1847) gab sich der Kanton Freiburg eine neue Verfassung. Die Broye wurde zu einem der sieben Bezirke und ist es in dieser Form bis heute geblieben. Am 19. März 1848 wurde die neue Verfassung des Kantons Freiburg in Kraft gesetzt. Dies ist auch die Geburtsstunde des Broyebezirks.

## Gemeinden
Zum Broyebezirk gehören 18 Gemeinden (Stand: 1. Januar 2021):
| Wappen     | Name der Gemeinde | Einwohner (31. Dezember 2023) | Fläche in km² | Einwohner pro km² |
| ---------- | ----------------- | ----------------------------- | ------------- | ----------------- |
|            | Belmont-Broye     | 6011                          | 25,80         | 233               |
|            | Châtillon (FR)    | 527                           | 1,28          | 412               |
|            | Cheyres-Châbles   | 2468                          | 9,79          | 252               |
|            | Cugy (FR)         | 1989                          | 9,88          | 201               |
|            | Delley-Portalban  | 1339                          | 7,23          | 185               |
|            | Estavayer         | 10'296                        | 40,38         | 255               |
|            | Fétigny           | 1189                          | 4,10          | 290               |
|            | Gletterens        | 1135                          | 2,97          | 382               |
|            | Les Montets       | 1614                          | 10,29         | 157               |
|            | Lully (FR)        | 1214                          | 5,52          | 220               |
|            | Ménières          | 442                           | 4,38          | 101               |
|            | Montagny (FR)     | 3017                          | 17,53         | 172               |
|            | Nuvilly           | 493                           | 3,98          | 124               |
|            | Prévondavaux      | 97                            | 1,82          | 53                |
|            | Saint-Aubin (FR)  | 1970                          | 7,89          | 250               |
|            | Sévaz             | 314                           | 2,50          | 126               |
|            | Surpierre         | 1230                          | 14,79         | 83                |
|            | Vallon            | 520                           | 3,51          | 148               |
| Total (18) | Total (18)        | 35'865                        | 173,64        | 207               |

### Gemeindeveränderungen
Der Kanton Freiburg unterstützt mit Hilfe eines Fonds die Fusionen. Seit 1999 haben diese stark zugenommen.
Gemeindefusionen seit 1831:
| Inkrafttreten (Datum) | Alte Gemeinden                                                                    | Neue Gemeinde                |
| --------------------- | --------------------------------------------------------------------------------- | ---------------------------- |
| 1831/19531            | Mannens + Grandsivaz                                                              | Mannens / Mannens-Grandsivaz |
| 1. Januar 1981        | La Vounaise + Montborget + Murist                                                 | Murist                       |
| 1. Januar 1991        | Les Friques + Saint-Aubin (FR)                                                    | Saint-Aubin (FR)             |
| 1. Januar 1992        | Franex + Murist                                                                   | Murist                       |
| 1. September 1994     | Chandon + Léchelles                                                               | Léchelles                    |
| 1. Januar 2000        | Montagny-la-Ville + Montagny-les-Monts                                            | Montagny (FR)                |
| 1. Januar 2004        | Mannens-Grandsivaz + Montagny (FR)                                                | Montagny (FR)                |
| 1. Januar 2004        | Aumont FR + Frasses + Granges-de-Vesin + Montet (Broye)                           | Les Montets                  |
| 1. Januar 2005        | Delley + Portalban                                                                | Delley-Portalban             |
| 1. Januar 2005        | Chapelle (Broye) + Cheiry                                                         | Cheiry                       |
| 1. Januar 2005        | Cugy (FR) + Vesin                                                                 | Cugy (FR)                    |
| 1. Januar 2005        | Praratoud + Surpierre                                                             | Surpierre                    |
| 1. Januar 2006        | Autavaux + Forel (FR) + Montbrelloz                                               | Vernay                       |
| 1. Januar 2006        | Bollion + Lully (FR) + Seiry                                                      | Lully (FR)                   |
| 1. Januar 2012        | Estavayer-le-Lac + Font                                                           | Estavayer-le-Lac             |
| 1. Januar 2016        | Domdidier + Dompierre + Léchelles + Russy                                         | Belmont-Broye                |
| 1. Januar 2017        | Bussy + Estavayer-le-Lac + Morens + Murist + Rueyres-les-Prés + Vernay + Vuissens | Estavayer                    |
| 1. Januar 2017        | Châbles + Cheyres                                                                 | Cheyres-Châbles              |
| 1. Januar 2017        | Surpierre + Villeneuve                                                            | Surpierre                    |
| 1. Januar 2021        | Cheiry + Surpierre                                                                | Surpierre                    |

11831 haben Mannens und Grandsivaz zu Mannens fusioniert. 1953 wurde der Name zu Mannens-Grandsivaz geändert.
Namensänderungen seit 1831:
| Inkrafttreten (Datum) | Alter Gemeindename      | Neuer Gemeindename |
| --------------------- | ----------------------- | ------------------ |
| 1. Januar 1953        | Chapelle-près-Surpierre | Chapelle (Broye)   |
| 1. Januar 1953        | Mannens                 | Mannens-Grandsivaz |

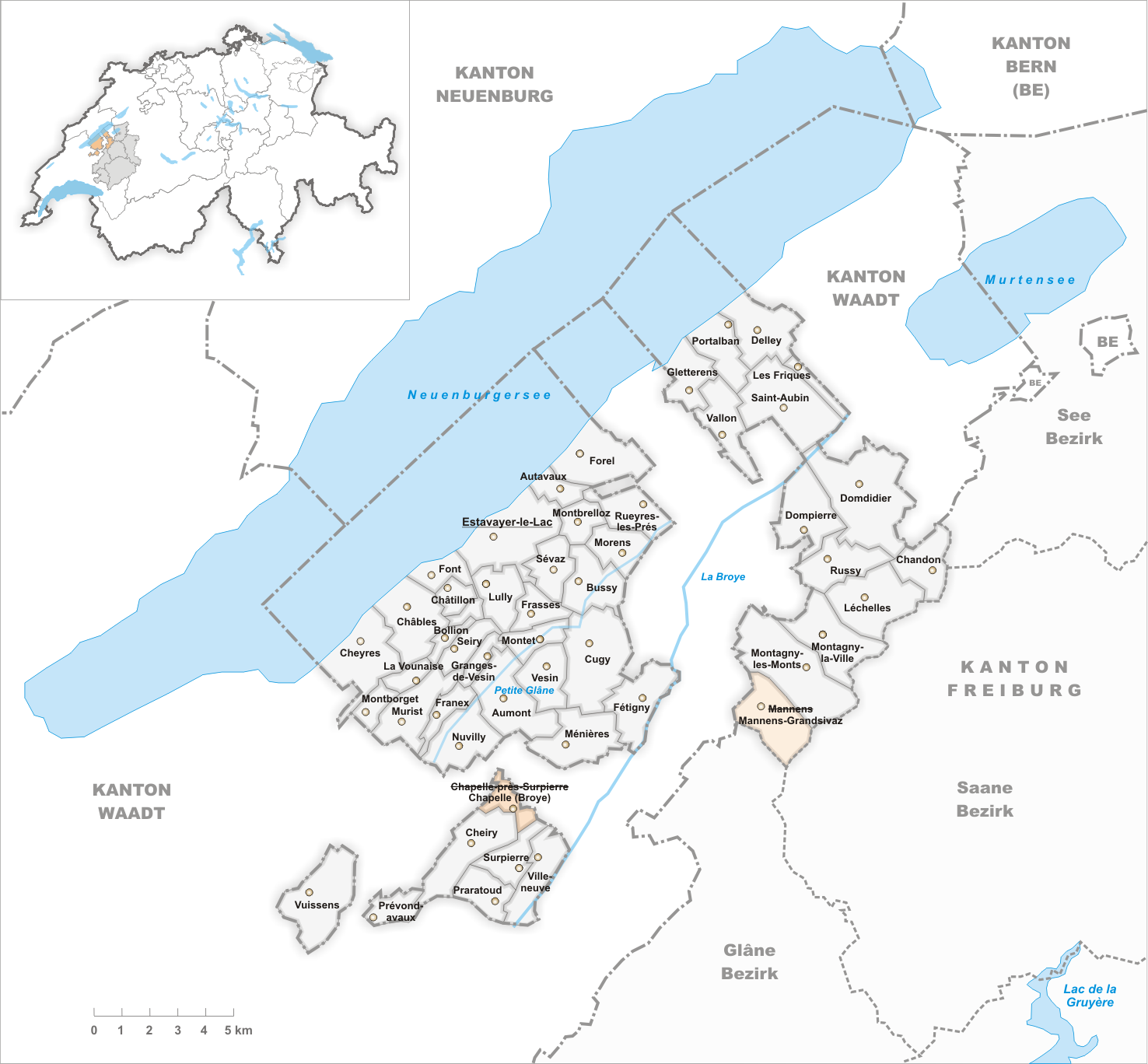
Gemeinden bis 1952
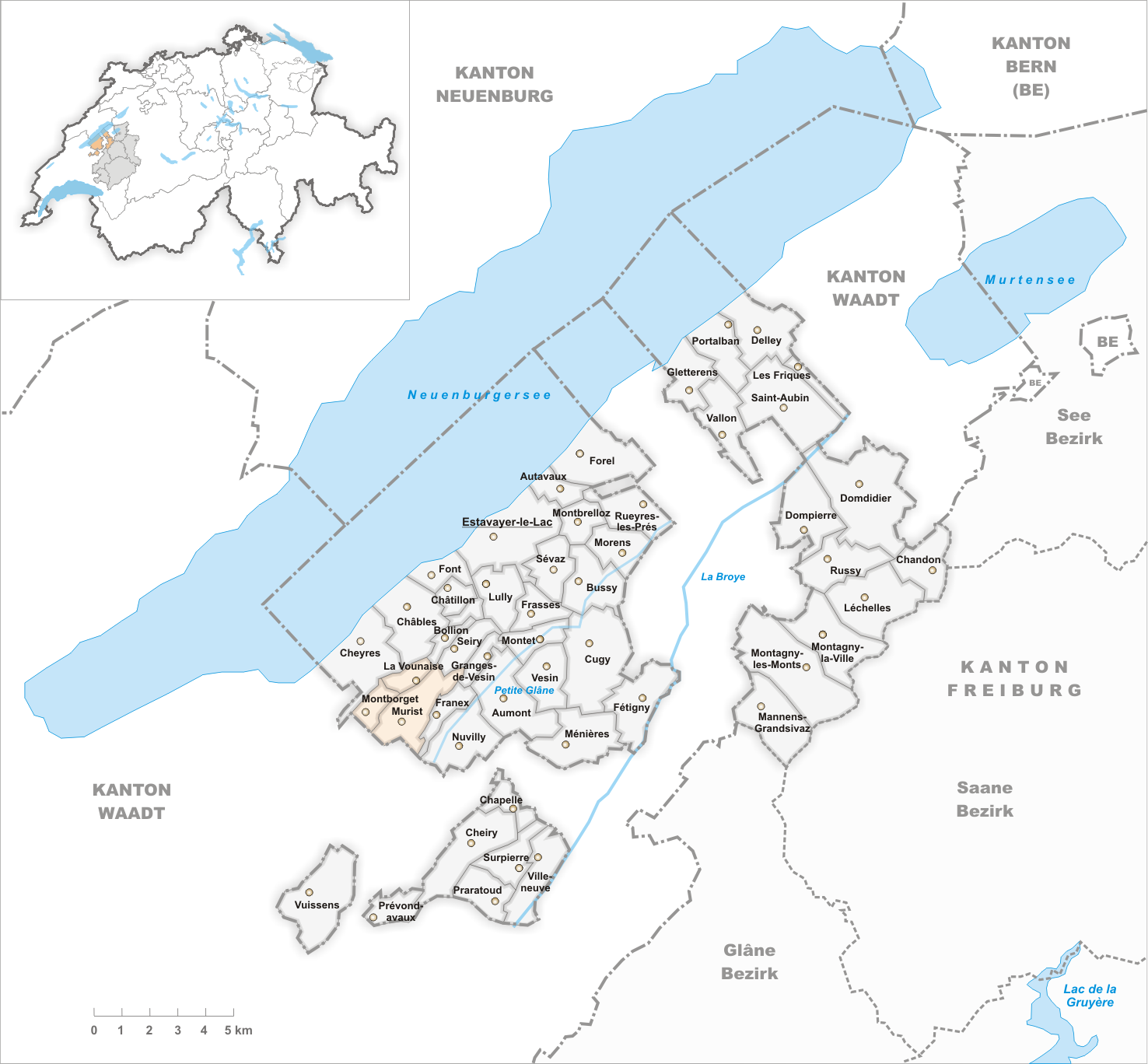
Gemeinden bis 1980
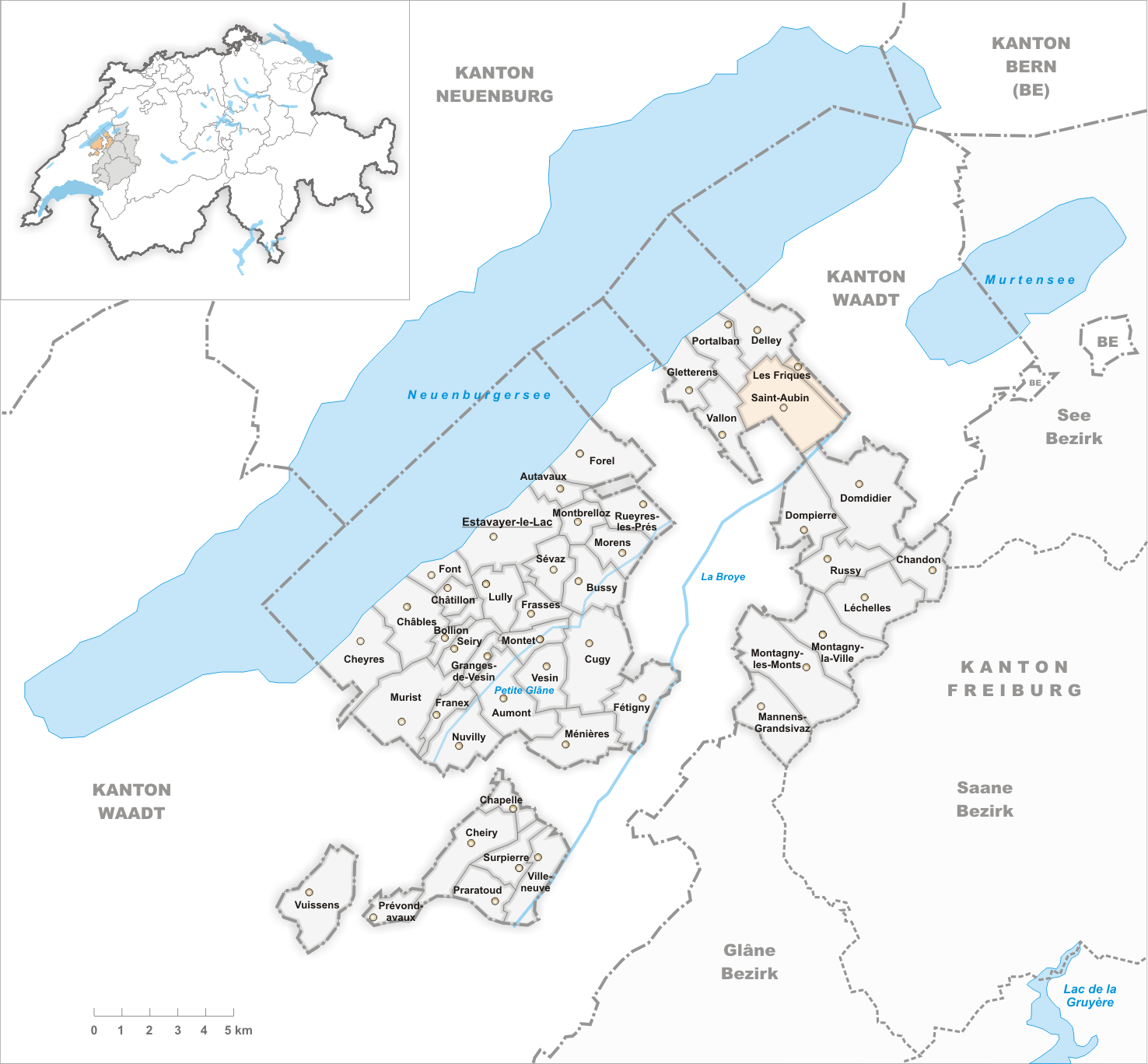
Gemeinden bis 1990
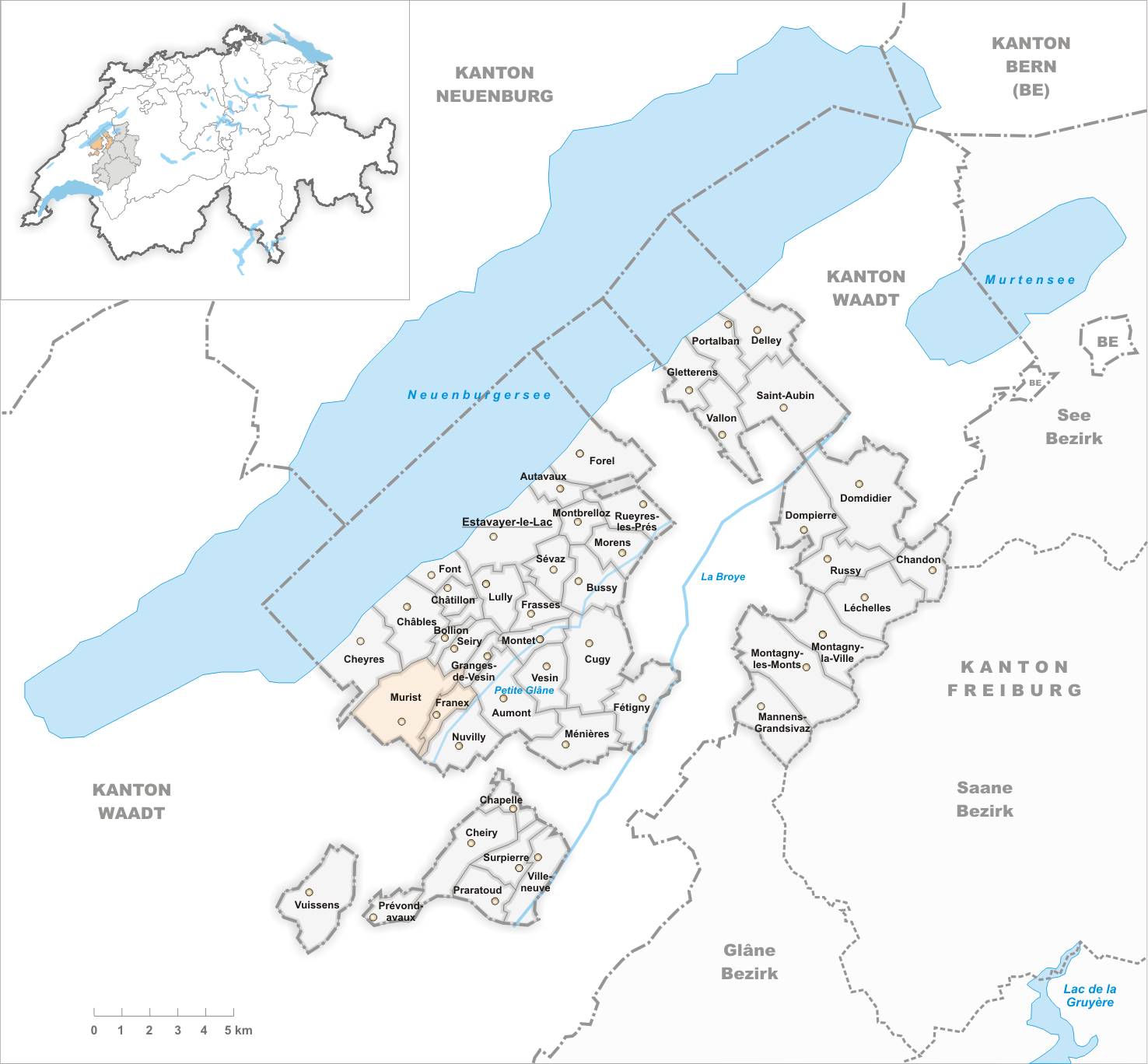
Gemeinden bis 1991
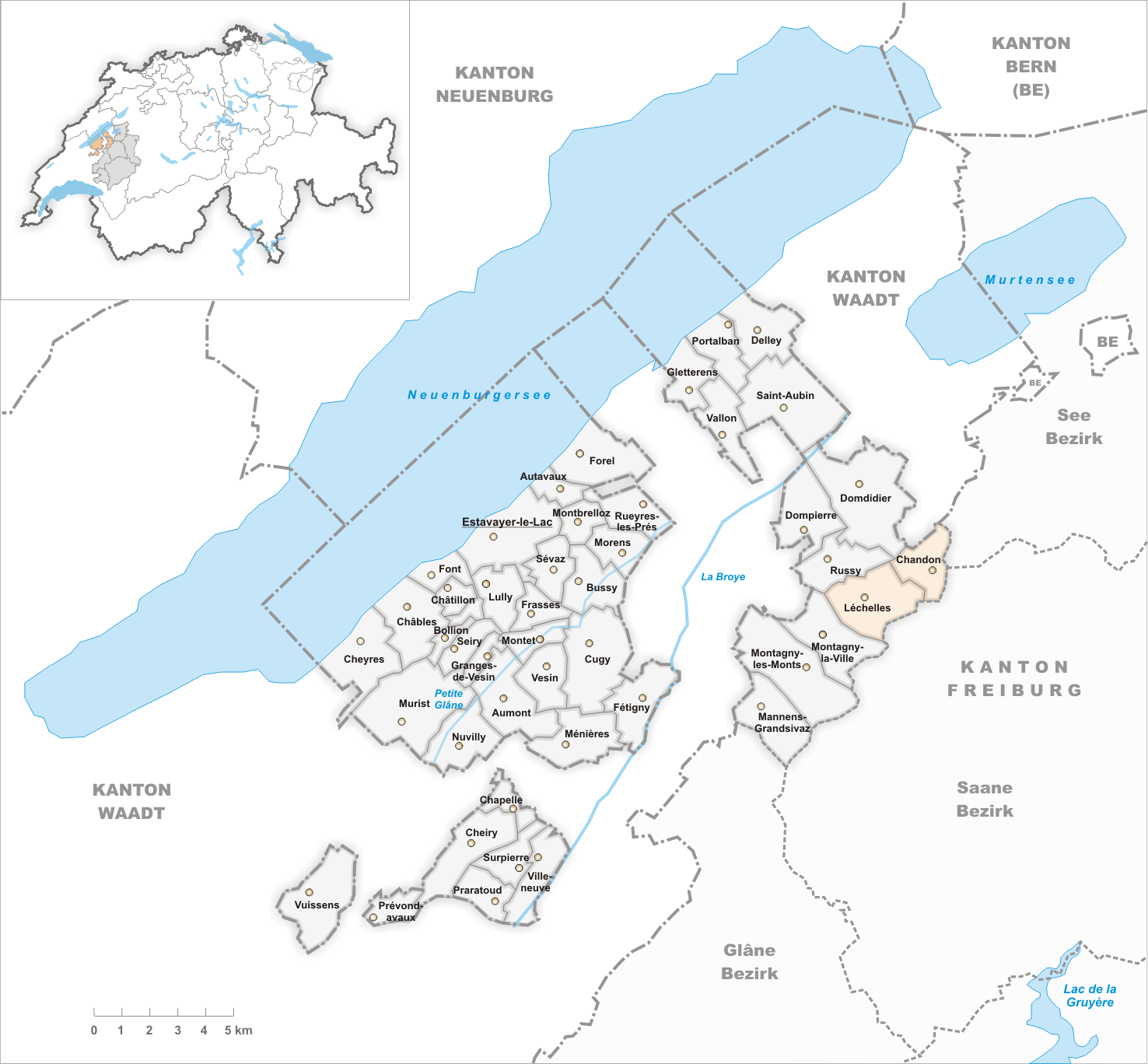
Gemeinden bis 1994
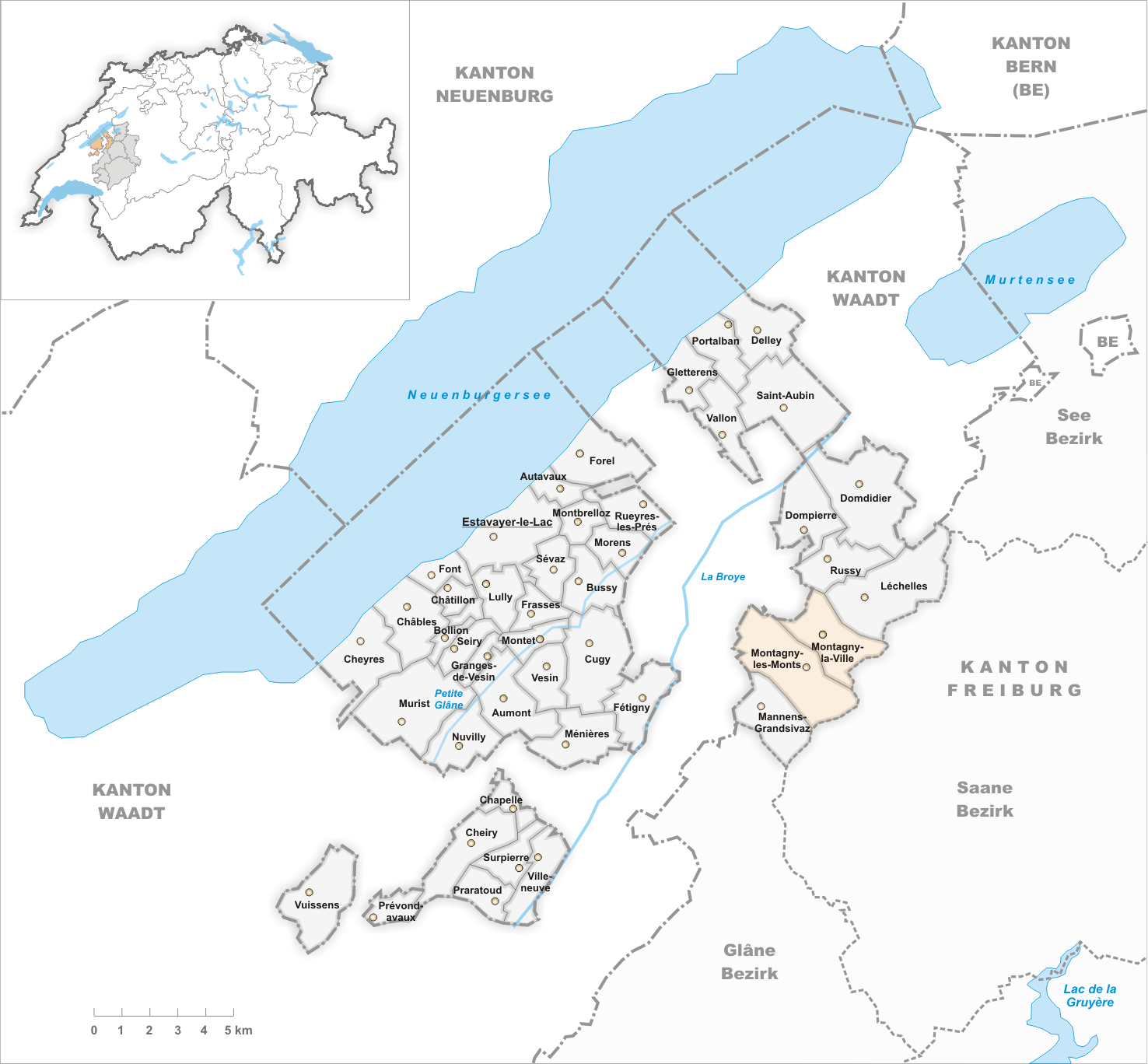
Gemeinden bis 1999
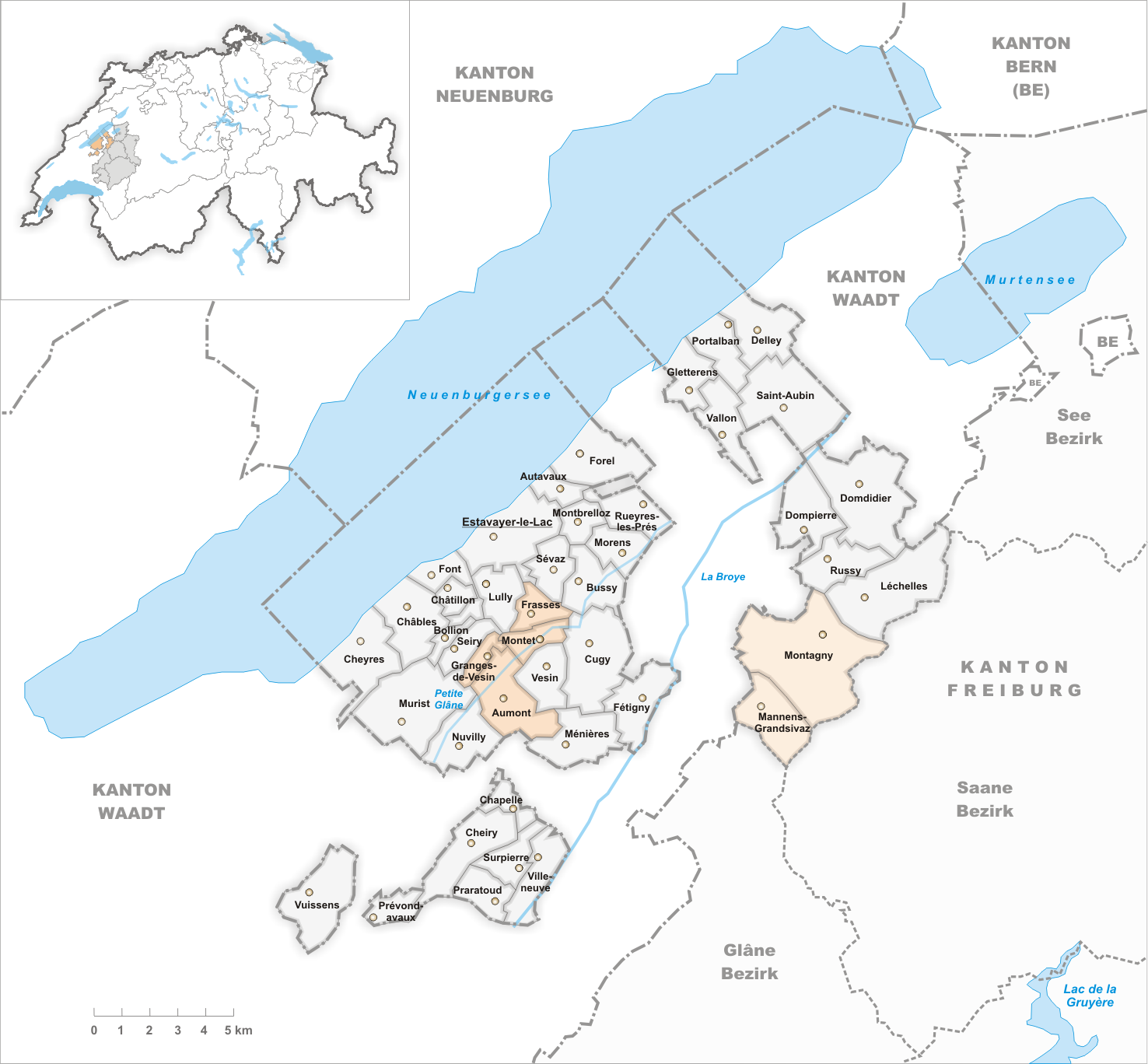
Gemeinden bis 2003
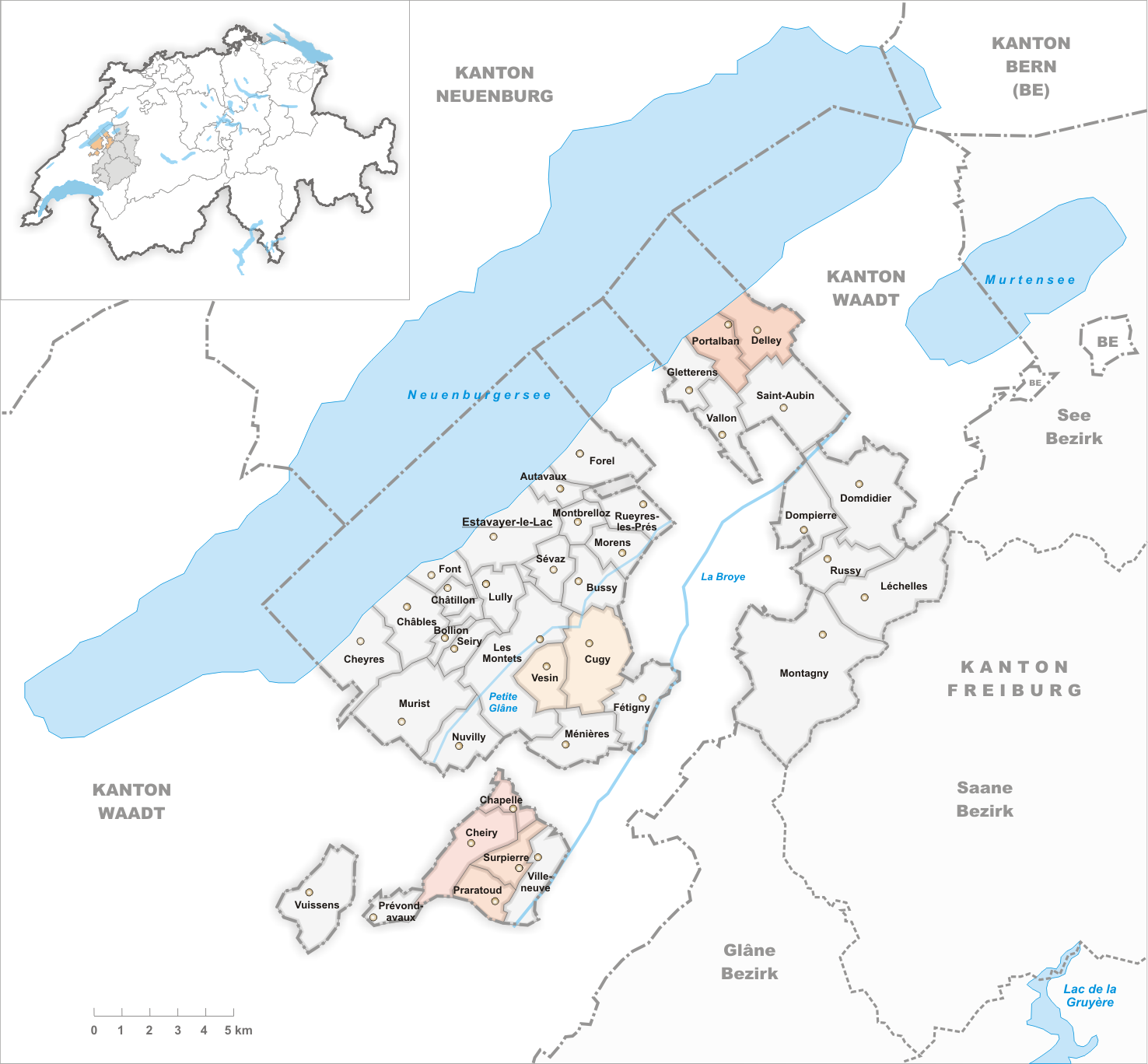
Gemeinden bis 2004
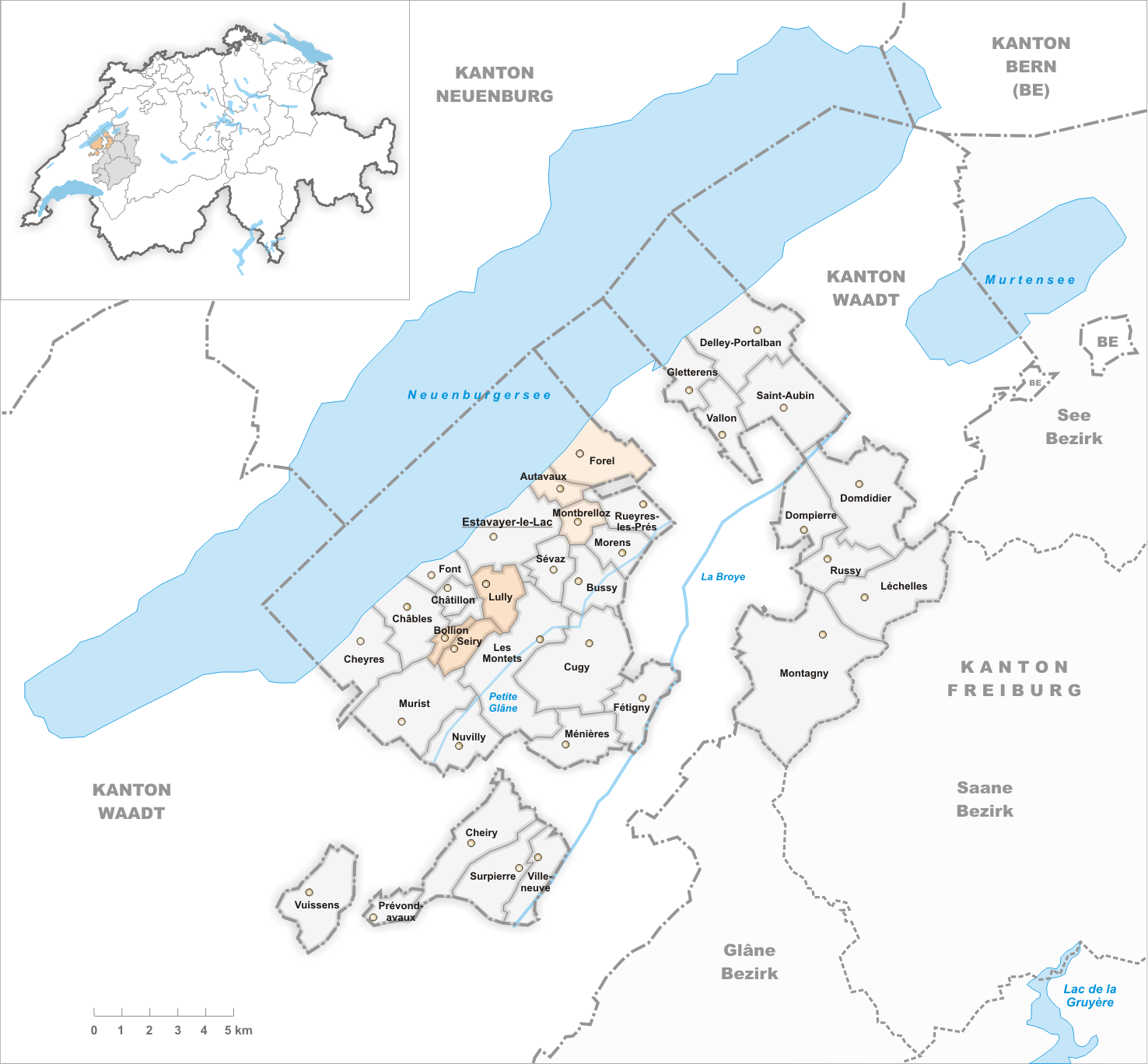
Gemeinden bis 2005
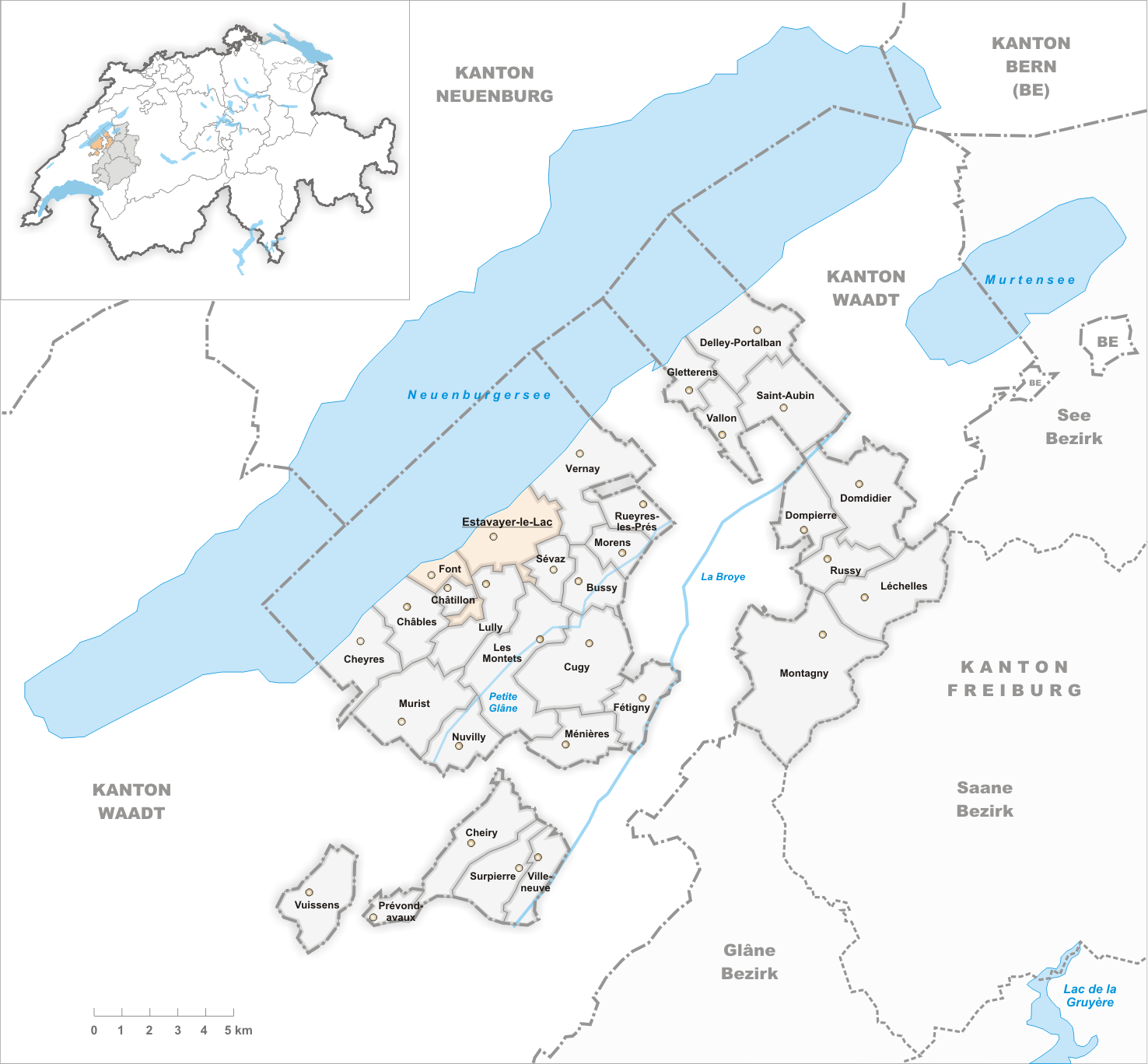
Gemeinden bis 2011
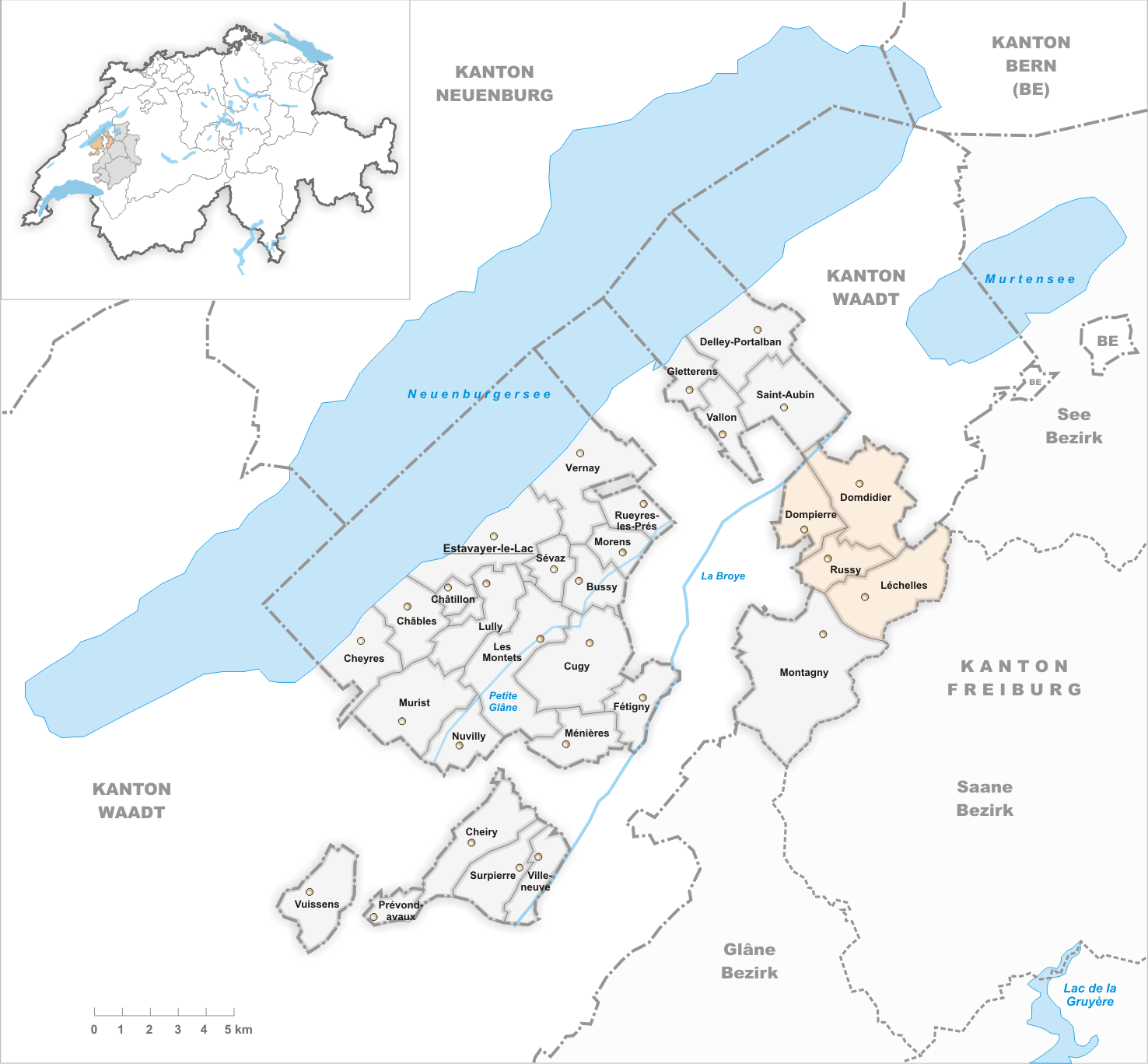
Gemeinden bis 2015
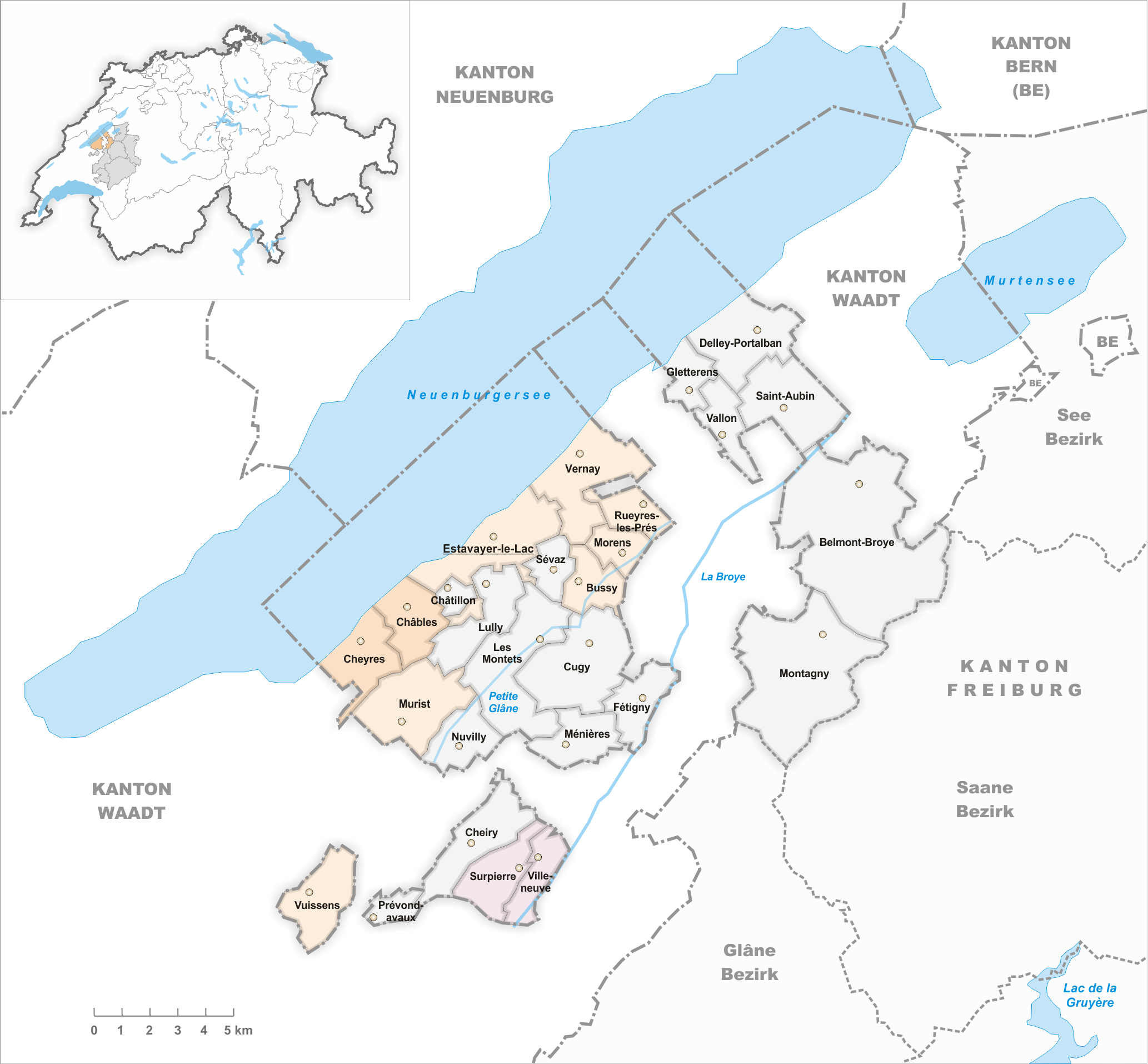
Gemeinden bis 2016
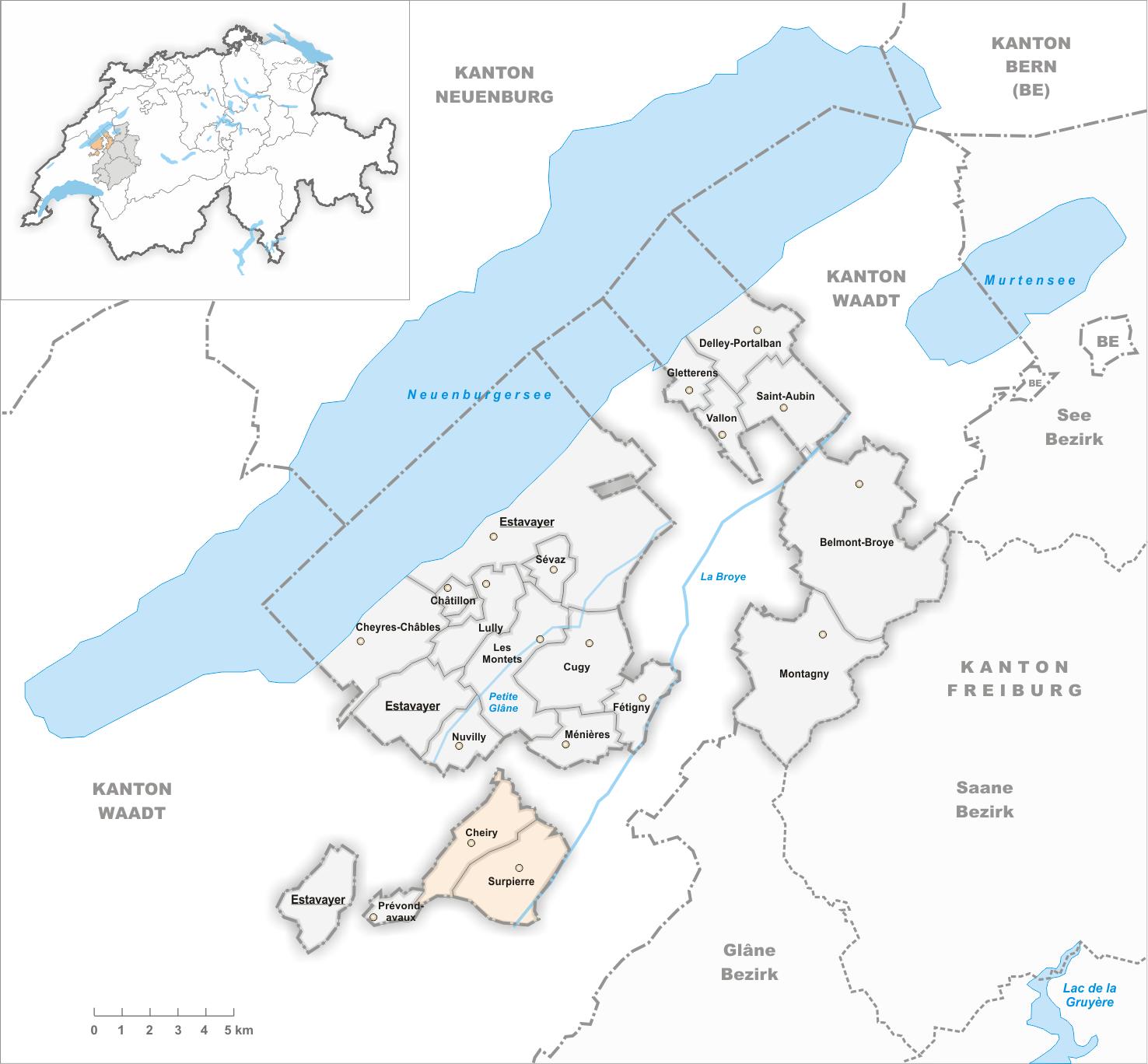
Gemeinden bis 2020